# Frank Weinreich
Frank Weinreich (* 1962 in Osnabrück) ist ein freiberuflich arbeitender deutscher Autor und Lektor.

## Leben
Frank Weinreich studierte Philosophie, Publizistik und Politikwissenschaften an der Ruhr-Universität Bochum, arbeitete als Wissenschaftler an den Universitäten Bochum, Dortmund und Vechta und wurde in Vechta mit einer Arbeit zu Medizin- und Bioethik zum Doktor der Philosophie promoviert. Seit 2001 ist er freiberuflich mit den Schwerpunkten praktische Philosophie, Ethik, Bildung, Technologiefolgenabschätzung, Mythologie und Fantasyliteratur tätig. Bekannt wurde er vor allem durch seine Arbeiten zum Werk J.R.R. Tolkiens, als Mitherausgeber des wissenschaftlichen Jahrbuchs der Deutschen Tolkiengesellschaft und als Autor von Sekundärliteratur zur Fantasy im Allgemeinen. Weinreich gewann den Deutschen Phantastik Preis 2006 und 2008 als Herausgeber und belegte 2008 zudem den 2. Platz als Autor. Nebenbei tritt er auch als Autor von Kurzgeschichten und Herausgeber von Fantasy in Erscheinung.

## Ausgewählte Veröffentlichungen als Autor
- Frank Weinreich: Fantasy. Einführung. Oldib-Verlag, Essen 2007. (2. Platz bei der Wahl zum Deutschen Phantastik Preis 2008)
- Thomas M Honegger, Andrew James Johnston, Friedhelm Schneidewind, Frank Weinreich: Eine Grammatik der Ethik. Die Aktualität der moralischen Dimension in J.R.R. Tolkiens literarischem Werk. (= Edition Stein und Baum. Band 1). Verlag der Villa Fledermaus, Saarbrücken 2005.
- Frank Weinreich: Anspruchsvolle Schlüsse. Zur Reichweite von Ethik in Anwendungsfragen der neuen Biotechnologien. Peter Lang, Frankfurt 2005.
- Frank Weinreich: Netizens and Citizens. Establishing a Point of View towards Virtual Communities. In: CMC-Magazine. 2/97. (december.com)
- Frank Weinreich: Nutzen- und Belohnungsstrukturen computermediierter Kommunikation. Zur Anwendung des Uses and Gratifications Approach in einem neuen Forschungsfeld. In: Publizistik. 2/98, S. 130–142.
- Oliver Reis, Frank Weinreich: Der Mensch im Netz: Gnostische Elemente im Internet. In: Peter Nitschke (Hrsg.): Kulturvermittlung und Interregionalitäten. Wissenschaftliche Reihe des Collegium Polonicum. Sonderband. Collegium Polonicum, Frankfurt (Oder) / Słubice / Poznań 2003, S. 243–278.
- Frank Weinreich: Wenn unsere Hoffnung nun am Alten hängt. Konsequenzen der pränatalen Gentherapie. In: Rudolf Rehn, Christina Schües, Frank Weinreich: Der Traum vom "besseren" Menschen. Peter Lang, Frankfurt 2003, S. 85–115.
- Frank Weinreich: Brief Considerations on Determinism in Reality and Fiction. In: F. Weinreich, Th. Honegger: Tolkien and Modernity. Band 1, Zürich / Bern 2006, S. 135–144.
- Frank Weinreich: Totalitarisme. In: Elisabeth Decultot, Michel Espagne, Jacques Le Rider (Hrsg.): Dictionnaire du Monde Germanique. Edition Bayard, Paris 2007, S. 1133–1134.
- Frank Weinreich: Metaphysics of Myth. The Platonic Ontology of Mythopoeia. In: Margaret Hiley, Frank Weinreich: Tolkien´s Shorter Works. Walking Tree Publishers, Zürich / Bern 2008, S. 325–347.
- Frank Weinreich: Die Phantastik ist nicht phantastisch. Zum Verhältnis von Phantastik und Realität.  In: L. Schmeink / H.-H. Müller (Hrsg.): Fremde Welten: Wege und Räume der Fantastik im 21. Jahrhundert. Berlin, Boston: De Gruyter, 2012. 19-35.
- Tobias Hock, Frank Weinreich: Splatter in Middle-earth? War and Violence between Book and Screen – a Comparison. In: Th. Fornet-Ponse et al.: Hither Shore Band 10. 2014. 44-61.
- Frank Weinreich: The Origins of Fantasy. Ein vererbungstheoretischer Blick auf Ursprünge und Entwicklung des Genres in Interaktion mit seinem zeitgeschichtlichen Umfeld. In: P. Ferstl / St. Zahlmann / Th. Wallach (Hrsg.): Fantasy Studies. Wien: Ferstl & Perz 2016. 124-144.
- Frank Weinreich: Ausbruch aus Wolkenkuckucksheim. Gedanken über die Rolle der Phantastik in der Gesellschaft. In: H. Riffel & S. Mamczak (Hrsg.): Das Science Fiction Jahr 2016. Berlin: Golkonda 2016. 61-72.
- Frank Weinreich: Platons Raumschiff. Gedanken über den Einfluss der Antike auf die Science Fiction. In: M. Kleu (Hrsg.): Antikenrezeption in der Science Fiction. Essen: Oldib 2019. 19-33.
- Frank Weinreich: Zeitlose Spekulationen. Über die Antikenrezeption im Genre Fantasy. In: M. Kleu (Hrsg.): Antikenrezeption in der Fantasy. Essen: Oldib 2020. 21-38.
- Andreas Gerth, Frank Weinreich: Auenland und Düsterwald. Eine inspirierende Reise auf Tolkiens Spuren. München: Frederking & Thaler. 2022.

## Ausgewählte Veröffentlichungen als Herausgeber
- Oliver Bidlo, Thomas Honegger, Frank Weinreich (ed.): Phantastic Animals, Animals in the Phantastic. Fastitocalon VI 2016.
- Oliver Bidlo, Julian Eilmann, Frank Weinreich, Frank (Hrsg.): Zwischen den Spiegeln. Neue Perspektiven auf die Phantastik. Essen: Oldib 2011.
- Thomas Fornet-Ponse, Marcel Bülles, Thomas Honegger, Rainer Nagel, Alexandra Velten, Frank Weinreich (Hrsg.): Hither Shore. Jahresschrift der Deutschen Tolkiengesellschaft. Köln / Düsseldorf 2004 ff. (Hither Shore gewann den Deutschen Phantastik Preis 2006 und 2008)
- Margaret Hiley, Frank Weinreich (Hrsg.): Tolkien´s Shorter Works. Walking Tree Publishers, Zürich / Bern 2008.
- Frank Weinreich, Thomas Honegger (Hrsg.): Tolkien and Modernity 1. Walking Tree Publishers, Zürich / Bern 2006.
- Thomas Honegger, Frank Weinreich (Hrsg.): Tolkien and Modernity 2. Walking Tree Publishers, Zürich / Bern 2006.
- Friedhelm Schneidewind, Frank Weinreich (Hrsg.): Mittelerde ist unsere Welt. Wie es »wirklich« war. (= Edition Stein und Baum. Band 2). Eine Anthologie. Verlag der Villa Fledermaus, Saarbrücken 2006.
- Rudolf Rehn, Christina Schües, Frank Weinreich (Hrsg.): Der Traum vom "besseren" Menschen. Zum Verhältnis von praktischer Philosophie und Biotechnologie. Peter Lang, Frankfurt u. a. 2003.
- Eva Schürmann, Norbert Waszek, Frank Weinreich (Hrsg.): Spinoza im Deutschland des achtzehnten Jahrhunderts : zur Erinnerung an Hans-Christian Lucas. Frommann-Holzboog, Stuttgart-Bad Cannstatt 2002, ISBN 3-7728-2027-1.